# جزيرة يو الصغرى
جزيرة يو الصغرى وهي جزيرة من جزر إندونيسيا، وتقع في إقليم جاكارتا، في بولاو سيريبو ضمن الجزر الألف.